# Schizoporella triaviculata
Schizoporella triaviculata är en mossdjursart som beskrevs av Calvet 1903. Schizoporella triaviculata ingår i släktet Schizoporella och familjen Schizoporellidae. Inga underarter finns listade i Catalogue of Life.